# Ультраполярное вторжение (группа)
Ультраполярное вторжение (YB, англ. Ultrapolar Intrusion) — музыкальный коллектив из Нижнего Новгорода, исполняющий музыку в стилях индастриал, нойз и пауэр-электроникс. В своём творчестве музыканты часто обращаются к теме войны и активно используют милитаристскую эстетику, вследствие чего участники коллектива маркируют своё творчество как «военизированный индастриал» (military industrial, combative industrial).

## История
Датой основания участники коллектива называют 10 ноября 2006 года, когда была записана первая музыкальная композиция. 

## Художественные особенности

###### Эстетика
В своём творчестве музыканты часто обращаются к тоталитарной эстетике, в частности, связанной с периодом национал-социализма, а также скандинавской мифологии. Что, в частности, отображено в манифестациях коллектива. Также для творчества характерны апокалиптические и анти-цивилизационные мотивы.

##### Сценический образ
Музыканты предпочитают хранить инкогнито и не разглашают личную информацию. Это нашло отражение в визуальной эстетике коллектива. На концертах они всегда выступают в маскхалатах цвета хаки с удлинёнными капюшонами, которые скрывают их лица. 
[внешний вид] имеет несколько значений. С одной стороны, это способ усилить впечатление слушателя. С другой стороны, мы не желаем, чтобы наше делание ассоциировалось с конкретными человеческими созданиями […]. Чистое восприятие [музыки], не обусловленное нашими личностями. Если совсем лаконично, маска — ритуально-обрядовый атрибут. По аналогии с языческими праздничными ряжеными. 

## Состав
- Александр С. (Скалин) — программирование, инструменты, вокал[9];
- Александр Невзоров[8] — инструменты.

Участники коллектива предпочитают хранить инкогнито. Отрицание выраженной личности и эстетика таинства, «нежелание оставлять визуальный след», характерны для нойз-сцены. Начиная с конца 2000-х годов коллектив представляет собой творческий дуэт. Изначально музыкальный проект создан единолично Александром Скалиным; он также выступает, как MC под псевдонимом Kommandor_santjago и занимается стрит-артом.

## Дискография

##### Полноформатные альбомы
| Год  | Название                            | Лейбл                                       | Комментарий |
| ---- | ----------------------------------- | ------------------------------------------- | --- |
| 2006 | demonstrative blast 001             | записан самостоятельно, не распространяется | Авторская характеристика: «Собрание пробных экспериментальных записей […] проба пера. Поиск стиля, звучания, эксклюзивных приёмов. [Содержит] композицию несостоявшегося проекта Call-Of-Wrath „Лють Ночи“. […] издание является скорее не музыкальным произведением, а инструкцией по сборке шума в звуковой террор, своеобразный конструктор из ненависти, безумия, ядерных испытаний, механических оркестровок, невидимой стороны природы, любви к всему Чистому и Светлому и чёткой идеологической позиции„. |
| 2007 | Из сердца Севера в умирающую Европу | записан самостоятельно, не распространяется | Авторская характеристика: “[…] ледяное высокомерие Ultima Thule. Это катастрофы и катаклизмы которые вторгаются в области обитания самоизнежившихся Белых людей и их механических двойников. Это выжженные поля и руины мегаполисов после ядерного Рагнарёка, это хищная Исполинская Зима, это танцы болотных призраков в окупированных селениях и их жадные взоры поиска любой слабости. Это критика кастрированного вдохновения индустрии массового развлечения. Каждому своё место! Одним — Огненный Ад, Другим — Ледяной Рай. Прямой, колючий, максимально минималистичный и апокалиптичный эпос. Десница деструктивной динамики». |
| 2008 | Стальное Становление                | Ufa Muzak                                   | Авторская характеристика: «Данный опус можно считать первым полноценным альбомом проекта „Ультраполярное Вторжение“». |
| 2010 | Вектор зелёного луча                | Valgriind                                   | Издание на физических носителях ограничено 88 копиями. |
| 2012 | Формирование не смертия             | Ufa Muzak, Шум Штурм Производство           | Издание на физических носителях ограничено 100 копиями. |
| 2021 | Этой войне не будет конца…          | Steinklang Industries                       | Авторский комментарий: «Название альбома — часть фразы „Этой войне не будет конца, невиновных нет и будь всё проклято“. […] на материал альбома повлиял[а] […] история человечества, на протяжении которой войны не прекращаются. […] если где-то не идут столкновения, то там точат ножи или перезаряжают оружие. Но в этом альбоме нет од войне. […] Это наблюдение данности и попытка разобраться в ней». Издание на физических носителях ограничено 100 копиями. |

## Критика
Наиболее заметной из работ коллектива стал четвёртый полноформатный альбом «Этой войне не будет конца…». Он вышел на немецком лейбле Steinklang Industries и собрал преимущественно положительную критику. Рецензенты отмечали его образность: «[альбом], звучит как марш под чёрным дождём под облаками ядерной зимы, через почерневшие бетонные завалы. В его искаженном мире звука, основанном на аналоговых синтезаторах и шлифовальных машинах, есть отголоски неизбежного разрушения и вечного холода души и плоти». Подчёркивалась серьёзность выбранной тематики, а также доступность для слушателя, несмотря на то, что альбом является образчиком экстремальной индустриальной музыки. 
«Этой войне не будет конца…» действительно, звучит, как саундтрек к войне, у которой нет конца. Позиционируя себя где-то между мрачной индустриальной атмосферой и атмосферной пауэр-электроникой, альбом обладает очарованием для друзей разных типов постиндустриальной музыки.